# Вачаган III
Вачаган III Побожний (д/н — 510) — цар Кавказької Албанії у 487—510 роках.

## Життєпис
Походив з династії Албанських Аршакідів. Молодший син Евсагена, царя Кавказької Албанії. У 463 році після поразки його брата Ваче II опинився в заручниках при шахському дворі в Ктезифоні. Тут перейшов з християнства до зороастризму.
Його становище поліпшилося зі сходженням на трон Персії Балаша. Спочатку отримав володіння в Цахурі. У 485 році відповідно до Нварсакського мирного договору призначається марзпаном Албанії, після чого підтримав антиперське повстання.
У 487 році, користуючись послабленням шахіншахської влади, повстаннями в Сістані та Рея, зумів вигнати перські залоги й у 487 році оголосив себе новим царем Кавказької Албанії, відновивши її незалежність. Столицею знову стає Кабала. Також повернувся до християнства.
Того ж року скликав Агуенський собор, що тривав до 488 року. Він встановив державний статус християнської церкви, визначив її структуру організації і положення, регламентував відносини духівництва і світської влади. В цей час Албанська церква користувалася фактичною автокефалією. Здійснював активну християнізацію населення, спостерігається культурний підйом. За словами сучасного йому історика, він побудував стільки церков і монастирів, «скільки днів у році». Водночас піддавав тяжким покаранням чаклунів, зороастрійських магів і маніхейських та поганських жерців.
Вачаган III велику увагу приділив поширенню освіти і вихованню дітей. З цією метою відкрив школи в різних областях країни.
За його правління відновлюється економіка: налагоджується землеробство, поліпшуються тваринництво, ремісництво, розширюються торговельні зв'язки (до Китаю, Індії, Єгипту, Сирії, Східної Європи, Малої Азії, на Кавказі та держав у Перській затоці). Ремісники та купці створюють власні спілки.
Водночас на півночі держави дозволив селитися кочовим народам (гунам, хозарам, савірам, булгарам, аланам), які планував використати проти Персії. Втім після смерті царя у 510 році перський шахіншах Кавад I зумів підкорити Кавказьку Албанію, знову перетворивши її на марзпанство (провінцію) Персії.